# جت‌استار ژاپن
جت‌استار ژاپن (به انگلیسی: Jetstar Japan) یک شرکت هواپیمایی با کد یاتا GK است که در ۲۰۱۱ میلادی تأسیس شده و در ۲۰۱۲ فعالیتش را آغاز کرده‌است. دفتر مرکزی جت‌استار ژاپن در ناریتا، چیبا، ژاپن واقع شده‌است و به ۱۲ مقصد، پرواز انجام می‌دهد.